# Colgate-Palmolive Masters 1977 - Singolare
Il singolare del torneo di tennis Colgate-Palmolive Masters 1977, facente parte della categoria Grand Prix, ha avuto come vincitore Jimmy Connors che ha battuto in finale 6–4, 1–6, 6–4  Björn Borg.

## Tabellone

### Legenda
| - Q = Qualificato - WC = Wild card - LL = Lucky loser | - ALT = Alternate - SE = Special Exempt - PR = Protected Ranking | - w/o = Walkover - r = Ritirato - d = Squalificato |

### Finali
|  | Semifinali      | Semifinali      | Semifinali      | Semifinali | Semifinali |  |  | Finale        | Finale        | Finale | Finale | Finale |  |
|  |                 |                 |                 |            |            |  |  |               |               |        |        |        |  |
|  | Björn Borg      | Björn Borg      | Björn Borg      | 6          | 6          |  |  |               |               |        |        |        |  |
|  | Guillermo Vilas | Guillermo Vilas | Guillermo Vilas | 3          | 3          |  |  | Björn Borg    | Björn Borg    | 4      | 6      | 4      |  |
|  | Jimmy Connors   | Jimmy Connors   | 6               | 3          | 6          |  |  | Jimmy Connors | Jimmy Connors | 6      | 1      | 6      |  |
|  | Brian Gottfried | Brian Gottfried | 4               | 6          | 3          |  |  |               |               |        |        |        |  |

### Gruppo A
|  |                 | Gottfried     | Tanner        | Ramírez       | Borg          | RR W–L | Set W–L | Game W–L | Classifica |
|  | Brian Gottfried |               | 7–5, 6–2      | 6–7, 6–2, 6–4 | w/o           | 3–0    | 4–1     | 31–20    | 1          |
|  | Roscoe Tanner   | 5–7, 2–6      |               | 4–6, 4–6      | 4–6, 7–6, 3–6 | 0–3    | 1–6     | 29–43    | 4          |
|  | Raúl Ramírez    | 7–6, 4–6, 2–6 | 6–4, 6–4      |               | 2–6, 4–6      | 1–2    | 2–5     | 31–38    | 3          |
|  | Björn Borg      | w/o           | 6–4, 6–7, 6–3 | 6–2, 6–4      |               | 2–1    | 4–1     | 30–20    | 2          |

La classifica viene stilata in base ai seguenti criteri: 1) Numero di vittorie; 2) Numero di partite giocate; 3) Scontri diretti (in caso di due giocatori pari merito ); 4) Percentuale di set vinti o di games vinti (in caso di tre giocatori pari merito ); 5) Decisione della commissione.

### Gruppo B
|  |                 | Vilas         | Orantes  | Connors       | Dibbs    | RR W–L | Set W–L | Game W–L | Classifica |
|  | Guillermo Vilas |               | 6–4, 6–1 | 6–4, 3–6, 7–5 | w/o      | 2–1    | 4–1     | 28–20    | 1          |
|  | Manuel Orantes  | 4–6, 1–6      |          | 2–6, 3–6      | 7–6, 7–5 | 1–2    | 1–2     | 24–35    | 3          |
|  | Jimmy Connors   | 4–6, 6–3, 5–7 | 6–2, 6–3 |               | 7–5, 6–2 | 2–1    | 5–2     | 40–28    | 2          |
|  | Eddie Dibbs     | w/o           | 6–7, 5–7 | 5–7, 2–6      |          | 1–2    | 0–4     | 18–27    | 4          |

La classifica viene stilata in base ai seguenti criteri: 1) Numero di vittorie; 2) Numero di partite giocate; 3) Scontri diretti (in caso di due giocatori pari merito ); 4) Percentuale di set vinti o di games vinti (in caso di tre giocatori pari merito ); 5) Decisione della commissione.